# Franz Otto von Kleist
Franz Otto Kleist von Bornstedt (* 28. August 1771 in Segenthin; † 11. Januar 1825 in Hohennauen) war ein preußischer Offizier und Träger des Ordens Pour le Mérite.

## Herkunft und familiäres Umfeld
Franz Otto von Kleist war Angehöriger des Astes Damen des Geschlechts derer von Kleist aus hinterpommerschen Uradel und Begründer der Unterzweiges Kleist von Bornstedt. Er wurde als 3. Sohn des Landschaftsdirektors Carl Caspar von Kleist (1734–1808), Herr auf Segenthin bei Schlawe in Hinterpommern, und der Marie Luise von Boehn (1739–1803) aus dem Hause Culsow am 28. August 1771 in Segenthin geboren.

## Militärische Laufbahn
Als jüngerer Sohn eines Rittergutsbesitzers wählte er, wie damals für die jüngeren Söhne des landsässigen preußischen Adels üblich, den Soldatenberuf. Er trat am 25. März 1788 in das Infanterie-Regiment Nr. 1 als Fähnrich in die Preußische Armee ein und wurde am 26. Mai 1790 zum Leutnant befördert. Sein Regiment wurde nach der 2. Polnischen Teilung in die von Preußen 1793 annektierten Gebiete verlegt und kämpfte dort gegen die polnischen Aufständischen, die sich gegen die von Russland und Preußen vorgenommenen Annexionen erhoben hatten und zur Wehr setzten. Dabei zeichnete er sich im Gefecht bei Pieczyska so aus, dass ihm am 7. Dezember 1794 von König Friedrich Wilhelm II. für seine Tapferkeit der Orden Pour le Mérite verliehen wurde. Im Ordensvorschlag seines Kommandeurs Generalmajor von Kuenheim an den König heißt es: , ....Lieutenant von Kleist stand mit 1 Unteroffizier und 24 Mann in Piecziska zur Deckung des Salzmagazins. Er wurde in der Nacht zum 14. September von 300 Mann Kavallerie und 50 Infanteristen angegriffen, vertheidigte sich mit Verlust von 1 Unteroffizier und zwei Mann.....bis der Speicher angezündet wurde.... Darauf zog er sich, mit dem Bajonett die feindliche Reiterei durchbrechend, in ein Karree .... zurück, .... verlor einen Schützen. .... Mit dem Rest des Kommandos erreichte er Tags darauf Lowitsch....'. Mit Allerhöchster Kabinettsorder von 7. Dezember 1794 antwortete der König: .... Mein lieber usw....Es ist Mir recht lieb, daß Ihr Mir das ausgezeichnete Verhalten des Lieutenats von Kleist..... in Erinnerung gebracht habt.... der den Orden p.l.m. , welchen Ich hiermit versende, wohl verdient hat.... Nach der Niederschlagung des polnischen Aufstandes diente Franz Otto von Kleist weiter in der Armee, wurde am 16. Januar 1801 zum Premierleutnant befördert und am 2. Juli 1804 zum Stabskapitän ernannt. Am 30. November wurde er im Range eines Majors verabschiedet.

## Weiteres Leben
Nach seiner Verabschiedung aus dem Militärdienst Preußens zog er sich auf sein ererbtes Landgut, das Fideikomißgut Hohennauen bei Rathenow zurück. Zu dieser Erbschaft war er durch das am 21. Februar 1797 errichtete Testament seines Onkels, des königlich preußischen Generalleutnants Hans Ehrentreich von Bornstedt und dessen Gemahlin Johanna Sophie Friederieke von Quast, gekommen, als von Bornstedt am 9. April 1802 verstarb. Dieses Testament hatte zur Auflage gemacht, dass Franz Otto und seine nachfolgenden Brüder Ludwig Karl und Jakob Friedrich von Kleist – vorbehaltlich königlicher Genehmigung – den Namen Kleist von Bornstedt anzunehmen und die Wappen beider Familien zu vereinen hatten. Diese Auflagen genehmigte König Friedrich Wilhelm III. mit Kabinettsorder vom 11. April 1804.
Franz Otto Kleist von Bornstedt bewirtschafte Hohennauen bis zu seinem Tod am 11. Januar 1825. Er war verheiratet mit Gräfin Luise von Schlieffen, die am 29. Mai 1821 in Segenthin verstarb. Das Paar hatte zwei früh verstorbene Kinder, so dass sein Bruder Ludwig Carl Kleist von Bornstedt (1772–1854) der nächste Fideikommissherr auf Hohennauen wurde.